# Johann Carl Hofacker
Johann Carl Hofacker (* 9. März 1878 in Roth (Gelnhausen); † 12. Dezember 1948 in Frankfurt am Main) war ein deutscher Manager (Oberverwaltungsdirektor) im Krankenhauswesen und bedeutende Gründergestalt in der freien Wohlfahrtspflege.

## Leben
Johann Carl Hofacker wurde als Sohn der Dienstmagd Maria Margaretha Hofacker nichtehelich geboren und besuchte die Mittel- und Handelsschule in Hanau, bevor er zur Handelsakademie in Frankfurt/Main wechselte. Nach dem Abschluss der Lehre bei der Steuer- und Forstkasse in Hanau war er als Sekretariatsgehilfe bei der Gewerbekammer Hanau und als Gemeindebeamter in Frankfurt eingesetzt, als er 1900 seinen Militärdienst als Einjährig-Freiwilliger leistete.
Er kehrte zur Stadtverwaltung Frankfurt zurück, wurde 1912 Stadtsekretär und wechselte 1915 zur Stiftung Hospital zum Heiligen Geist, dessen Oberverwaltungsdirektor er wurde. In dieser Zeit und später in der Weimarer Republik sowie in der NS-Zeit wurden auf seine Initiative hin ärztliche Einrichtungen der Stiftung um weitere neue Anstaltszweige (Kinder- und Altenheime, Mutterschutz- und Säuglingsheime) erweitert.
1919 wurde er Mitbegründer, Geschäftsführer und Vorsitzender des Ortsverbandes der Frankfurter nichstädtischen Kranken- und Pflegeanstalten. Im Jahr darauf gehörte er zu den Mitbegründern der Reichsvereinigung der freien privaten gemeinnützigen Kranken- und Pflegeanstalten Deutschlands, woraus sich die Vereinigung der freien gemeinnützigen Wohlfahrtseinrichtungen Deutschlands entwickelte, deren Schatzmeister und 2. Vorsitzender Hofacker wurde.
1925 änderte der Verein seinen Namen und führte die Bezeichnung „Fünfter Wohlfahrtsverband“; am 10. November 1932 wurde der Name endgültig in Deutscher Paritätischer Wohlfahrtsverband geändert.
1932 verfasste er den Fachbeitrag Die Anstalten des Verbandes Frankfurter Krankenanstalten zu Frankfurt am Main.
1940 vertrat er die Reichsleitung der Nationalsozialistischen Volkswohlfahrt im engeren Reichsverband der freien gemeinnützigen Kranken- und Pflegeanstalten Deutschlands und wurde 1942 Inspekteur der Krankenhaus-Sonderanlagen, die im Rahmen der Aktion Brandt zur Tötung und Misshandlung der behinderten Patienten errichtet wurden. Offiziell gab es seit 1941 keine Tötungen mehr, jedoch forderte die Aktion Brandt 30.000 Opfer und der Hungerkost-Erlaß nach 1942 tausende von Psychiatrie-Patienten in Bayern.
So mussten Häftlinge des Arbeitserziehungslagers Heddernheim Holzbaracken in der Nähe Frankfurts für die „Krankenhaus-Sonderanlage Aktion Brandt, Anlage Köppern i. Ts.“ errichten.

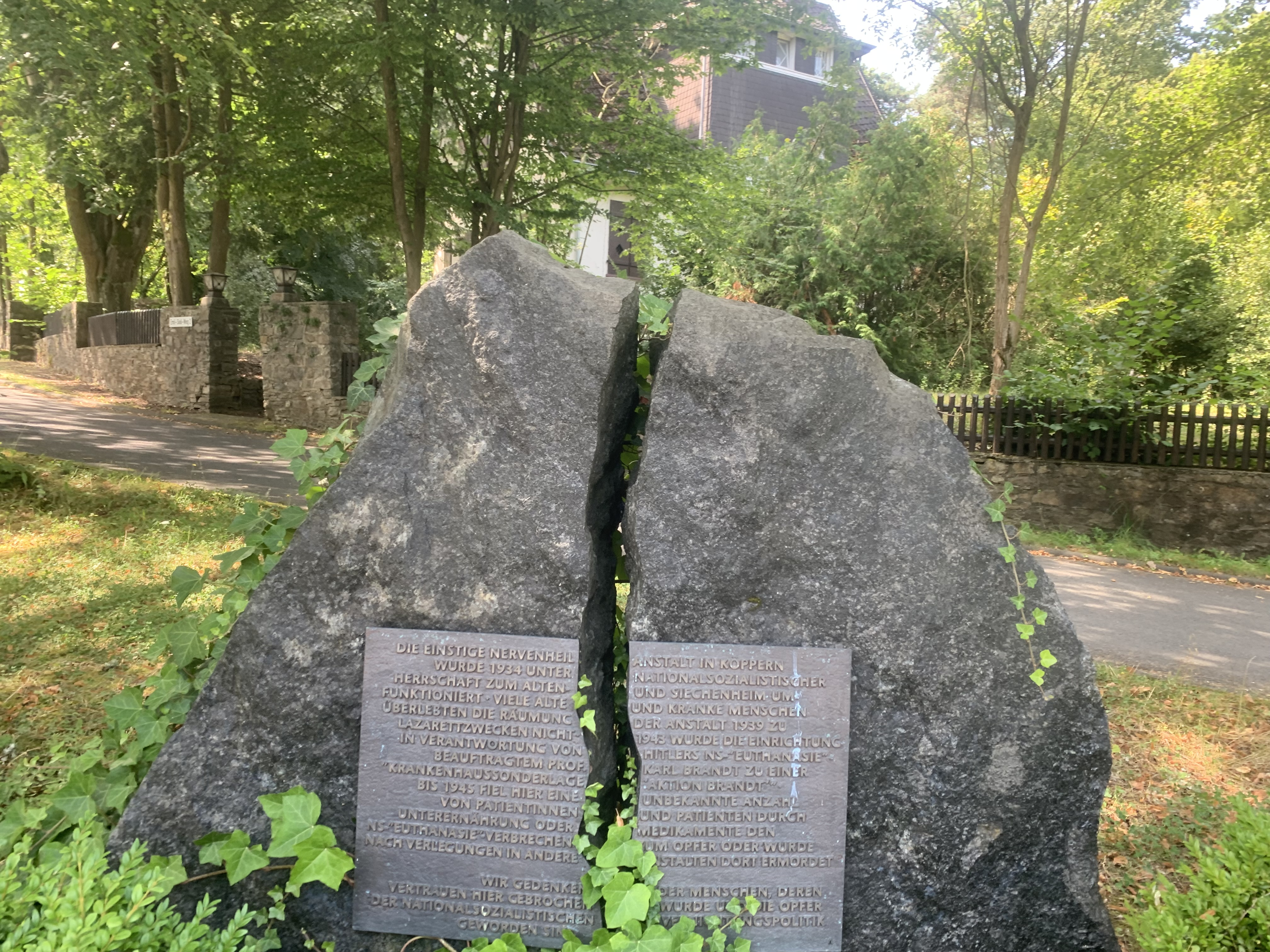
Gedenkstein am Krankenhaus Köppern, erinnert an die Opfer der Aktion Brandt

Nach dem Krieg 1945 wurde er als Direktor des Hospitals entlassen und wechselte in die Frankfurter Stadtverwaltung, wo er in der Abteilung Krankenanstalten und medizinische Einrichtungen des städtischen Gesundheitsamtes eingesetzt wurde.
Oberhofer behauptete immer wieder, er habe „dauernd gegen“ die NS-„Gewaltakte angekämpft“ und wurde im Entnazifizierungsverfahren 1947 in die Kategorie IV = Mitläufer eingestuft.
1947 gehörte er zu den Gründern des Hessischen Paritätischen Wohlfahrtsverbandes, dessen 2. Vorsitzender er wurde.

### Politische Betätigungen
- bis 1930 Deutsche Demokratische Partei
- 1930 bis 1933 Deutsche Demokratische Partei, in Deutsche Staatspartei umbenannt
- 1933 Reichsbund der deutschen Beamten
- 1934 Nationalsozialistische Volkswohlfahrt
- 1936 Deutsche Arbeitsfront
- 1938 Nationalsozialistische Deutsche Arbeiterpartei
- 1939 Reichsluftschutzbund

### Öffentliche Ämter
- 1921 Beiratsmitglied des Frankfurter Vereins für Tuberkulose-Fürsorge
- Provinzialvertreter des Paritätischen Wohlfahrtsverbandes in Hessen und Hessen-Nassau
- Vertrauensmann in der Berufsgenossenschaft für Gesundheitsdienst und Wohlfahrtspflege
- Präsidialmitglied der Deutschen Liga der freien Wohlfahrtspflege
- Vorsitzender der Arbeitsgemeinschaft für das Krankenhauswesen in Hessen und Hessen-Nassau beim Deutschen Gemeindetag
- 1942 Vorsitzender des Landesverbandes Hessen und Hessen-Nassau der Deutschen Krankenhaus-Gesellschaft

### Familie
Hofacker heiratete in erster Ehe Christine Ziegler (1880–1930) und nach deren Tod heiratete er 1944 Emmy Cabbelen (1895–1977). Aus der Ehe sind zwei Söhne hervorgegangen.
Emmy Cabbelen leitete von Oktober 1944 an die Apotheke im Lager Köppern, in dem zahlreiche Morde durch Medikamente verübt worden sind.

### Auszeichnungen
- 1942 Kriegsverdienstkreuz II. Klasse